# Zala Vármegyei Büntetés-végrehajtási Intézet
A Zala Vármegyei Büntetés-végrehajtási Intézet büntetés-végrehajtási szerv Zala vármegye székhelyén, Zalaegerszegen. Költségvetési szerv, jogi személy. 
Alaptevékenysége a külön kijelölés által meghatározott körben:
- az előzetes letartóztatással,
- a biztonsági és egyéb fontos okból elhelyezett elítéltek szabadságvesztésével, továbbá
- az elzárással összefüggő

büntetés-végrehajtási feladatok ellátása. 
Felügyeleti szerve a Belügyminisztérium, szakfelügyeletet ellátó szerve a Büntetés-végrehajtás Országos Parancsnoksága.

## Története
- Tervei 1906-ban készültek el. Alapító okirata szerint 1909-ben létesítették, rendeltetésének ekkor adták át.

- Az intézet az 1960-as évekig rabkertészetet működtetett.  A börtönkápolnaként használt helyiség  1892-ben épült (1973-ban lebontották).

- Felújítására az 1970-es években (elektromos zárrendszer) és 1983-ban (fűtésrekonstrukció) került sor.

A fogvatartottak részleges foglalkoztatása költségvetési keretek között zajlik.